# Chondrostoma phoxinus
Chondrostoma phoxinus és una espècie de peix cipriniforme de la família dels ciprínids.
Els mascles poden assolir els 15 cm de longitud total.
Es troba a Croàcia i Bòsnia i Hercegovina.